# Naši se putovi razilaze (1957.)
Naši se putovi razilaze, hrvatski dugometražni film iz 1957. godine.